# Il ginecologo della mutua
Il ginecologo della mutua è una commedia erotica del 1977 diretta da Joe D'Amato.

## Trama
Il dottor Lo Bianco è un famoso ginecologo che, a causa di alcune speculazioni sbagliate, si trova coperto di debiti e per evitare problemi decide di andare all'estero per alcuni mesi. Non potendo però chiudere lo studio medico, decide di contattare il dottor Giovanardi, bravo e onesto ginecologo della mutua e molto libertino per avere sposato una lesbica. Il dottore s'ambienta subito nel nuovo studio, facendosi valere sia come medico che come amante.
Poco tempo dopo, infatti, tutte le clienti fanno la fila per usufruire dei suoi particolari servizi. Consigliato dalla scaltra segretaria Pamela, il dottor Giovanardi dà il massimo di sé nei confronti delle sue clienti, in particolare verso Tina, giovane moglie di Arlotti, facoltoso imprenditore sterile inconsapevole, che vuole un figlio. Innamoratosi della moglie di Arlotti, che rimane incinta, Giovanardi riesce a farsi finanziare la costruzione di una nuova clinica grazie all'aiuto di Tina e del coniuge, il quale ignora di non essere il padre naturale del nascituro.
Realizzata la clinica, il dottor Giovanardi vi s'installa subito e ottiene un autentico trionfo, tanto che decide di cedere il vecchio studio a un giovane collega, perennemente in bianco con le donne. Il dottor Lo Bianco, infine, rimane a fare il ginecologo sull'isola tropicale dove si è rifugiato.